# Міністерство оборони Північної Македонії
Міністерство оборони Північної Македонії (мак. Министерство за одбрана на Македонија, офіційно: Министерство за одбрана на Република Северна Македонија) — центральний орган виконавчої влади і державного управління Північної Македонії, у віданні якого перебувають питання оборони та інші військові справи. Міністерство через начальника Генерального штабу керує діяльністю Армії Північної Македонії. Воно координує оборонну політику держави, регулярно взаємодіючи з президентом і прем'єр-міністром.

## Коло обов'язків
Міністерство оборони відповідає за ефективне функціонування національної системи оборони, оборонну підготовку, всебічну підтримку армії Республіки Північна Македонія, стратегічне оборонне планування, ефективне управління оборонними ресурсами, розвиток військового потенціалу для виконання оборонних місій, міжнародне оборонне співробітництво, інтеграцію в НАТО, участь у європейській політиці безпеки й оборони та постійний внесок у міжнародні операції. 

## Устрій

### Керівництво
- Міністр оборони (Слав'янка Петровська)
- Начальник Генерального штабу (Васько Гюрчиновський)
- Заступник начальника Генштабу з цивільно-військового співробітництва
- Заступник начальника Генштабу з планування
- Заступник начальника Генштабу з військових операцій

### Структурні підрозділи
У підпорядкуванні міністерства працюють такі управління або відділи:
- Відділ підтримки міністра
- Відділ зв'язку, аналітики та оперативного забезпечення
- Відділ внутрішніх ревізій
- Департамент інспектування оборони
- Відділ політики та планування
- Відділ міжнародного співробітництва
- Відділ цивільно-військового співробітництва
- Відділ правових питань
- Відділ кадрів
- Фінансовий відділ
- Відділ логістики
- Відділ нерухомості
- Відділ послуг і туризму, автопарку та техобслуговування
- Відділ спеціалізованого виробництва
- Сектор К-4 (планування і участь у розробленні правил та інструкцій у сфері інформатики, телекомунікацій, управління частотами та інформаційної документації)
- Відділ історії — Музей досліджень миру й безпеки та оборони (Військовий музей)
- Управління військової авіації